# Jewgienij Rodionow
Jewgienij Aleksandrowicz Rodionow (ros. Евгений Александрович Родионов; ur. 23 maja 1977 we wsi Czibirlej w obwodzie penzeńskim, zm. 23 maja 1996 w Bamucie w Czeczenii) – rosyjski żołnierz, który został pojmany przez czeczeńskich rebeliantów w czasie I wojny czeczeńskiej, a następnie stracony w niewoli. Według powszechnie przytaczanej w Rosji wersji wydarzeń jego egzekucja miała być spowodowana odmową zdjęcia naszyjnika z krzyżykiem, konwersji na islam i przejścia na stronę wroga.
Pomimo otoczenia oddolnym kultem świętego nie został oficjalnie kanonizowany przez Rosyjski Kościół Prawosławny jako nowomęczennik z powodu braku obiektywnych dowodów na okoliczności jego śmierci. Mimo to ikony przedstawiające Jewgienija Rodionowa są umieszczane w wielu cerkwiach w całej Rosji, a także w cerkwi św. Walerego w Kiszyniowie, serbskiej cerkwi prawosławnej św. Łukasza w Belgradzie i w greckiej cerkwi prawosławnej św. Jerzego we Frankfurcie nad Menem.

## Życiorys

### Wczesne lata
Urodził się 23 maja 1977 roku we wsi Czibirlej w obwodzie penzeńskim jako syn Ljubow Wasilijewny i Aleksandra Konstantinowicza Rodionowów. Jego ojciec był rzemieślnikiem i stolarzem, który zmarł tydzień po śmierci syna. Jego matka miała dyplom technika meblarstwa.
W 1978 roku został ochrzczony w cerkwi prawosławnej. W wieku 12 lat otrzymał krzyżyk od swojej babci, z którą chodził na nabożeństwa do cerkwi. Według oświadczenia matki Rodinowa, ona sama starała się go przekonać do nienoszenia krzyżyka, obawiając się drwin i problemów, jakie mogły spaść na chłopca w sowieckiej szkole, lecz ten nie słuchał jej i nosił krzyżyk nadal. Po ukończeniu dziewiątej klasy w wiejskiej szkole w Kuriłowie w obwodzie moskiewskim zaczął pracować w fabryce mebli i uczył się na kierowcę.

### Służba wojskowa i pojmanie

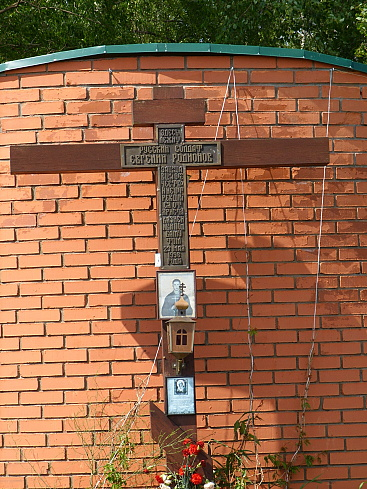
Krzyż na grobie Jewgienija Rodionowa we wsi Satino-Russkoje

25 czerwca 1995 roku został powołany do służby wojskowej. Jego szkolenie odbyło się w Jednostce Wojskowej 2631 Służby Pogranicznej Federalnej Służby Bezpieczeństwa Federacji Rosyjskiej w Oziorsku w obwodzie kaliningradzkim. 10 lipca 1995 roku złożył przysięgę wojskową. Został wysłany do Czeczenii, gdzie służył jako operator granatnika RPG w 3. placówce pogranicznej 3 Zmotoryzowanej Grupy Manewrowej 479 Pogranicznej Jednostki Specjalnego Przeznaczenia (Jednostka Wojskowa 3807).
13 stycznia 1996 roku Rodionow został wysłany do Specjalnego Okręgu Granicznego na Kaukazie, gdzie służył w Nazrańskiej Jednostce Pogranicznej (nr 2094). Miesiąc później, 14 lutego 1996 roku, w towarzystwie szeregowych Andrieja Trusowa, Igora Jakowlewa i Aleksandra Żelieznowa, udał się na posterunek drogowy nieopodal wsi Bamut. Podczas pełnienia służby żołnierze zatrzymali karetkę przewożącą broń, prowadzoną przez generała brygady Czeczeńskiej Republiki Iczkerii Rusłana Chajchorojewa. Podczas próby przeszukania pojazdu wszyscy czterej żołnierze zostali obezwładnieni przez kilkunastu czeczeńskich rebeliantów i wzięci do niewoli. Początkowo zaginionych ogłoszono dezerterami, a żandarmeria wojskowa przybyła do domu matki Rodionowa, aby szukać tam jej syna. Dopiero po szczegółowym zbadaniu punktu kontrolnego żandarmi odkryli ślady krwi i walki, po czym żołnierzy uznano za zaginionych w akcji i możliwych jeńców wojennych. W niewoli Rodinow spędził 100 dni. 23 maja 1996 roku, w dniu jego 23. urodzin, odcięto mu głowę. Następnego dnia oddziały rosyjskie odbiły Bamut.
Niepotwierdzony raport szczegółowo opisujący wydarzenia prowadzące do śmierci Rodionowa został opublikowany przez portal Pravda.ru 23 maja 1996 roku.
Krzyżyk należący do Rodionowa został przekazany do cerkwi św. Mikołaja w Pyżach. Jego ciało zostało pochowane w Moskwie, pod cerkwią Wniebowstąpienia Pańskiego w pobliżu wsi Satino-Russkoje.

## Kult

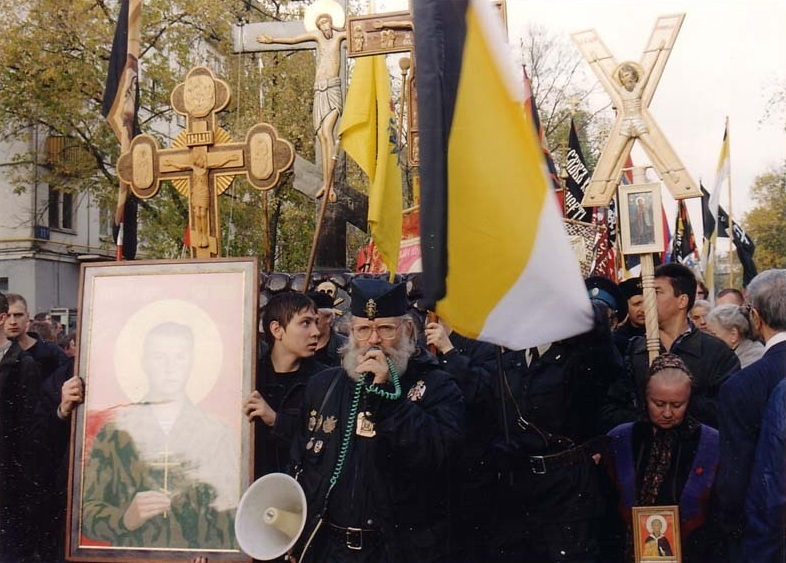
Ikona Jewgienija Rodionowa na drodze krzyżowej ulicami Moskwy, 2003

Jewgienij Rodionow został pośmiertnie odznaczony Orderem Męstwa i Orderem „Sława Rosji”. Obecnie imię Jewginieja Rodionowa nosi jedna z rosyjskich jednostek walczących w tzw. „specjalnej operacji wojskowej” na Ukrainie.
W Rosyjskim Kościele Prawosławnym szybko powstał ruch na rzecz jego kanonizacji jako męczennika za wiarę chrześcijańską. Według najczęściej powtarzanej w Rosji wersji historii Rodionow otrzymał od porywaczy rozkaz zdjęcia naszyjnika z krzyżykiem i przejścia na islam, lecz ten odmówił i został z tego powodu stracony. Później niektórzy rosyjscy żołnierze klękali przed jego wizerunkiem w czasie modlitwy. Według niektórych relacji modlili się do niego Serbowie w czasie bombardowań Belgradu w 1999 roku.
Od 2003 roku popularne stały się ikony przedstawiające Rodionowa w rosyjskim mundurze trzymającego krzyż, a na niektórych także karabinek AK. Jego matka sama posiada jedną z nich; oświadczyła, że ikona jej syna czasami wydziela przyjemny zapach, który uważa za święty.
Ze względu na powszechne nabożeństwo do „nowomęczennika Rodionowa”, pobożni wierni starali się o jego oficjalną kanonizację przez Rosyjski Kościół Prawosławny. Początkowo Patriarchat Moskiewski odmówił, co podzieliło Cerkiew prawosławną w Rosji. Maksim Maksimow, Sekretarz Komisji Kanonizacyjnej, wyjaśnił stanowisko Synodu w „Cerkownym Wiestniku” (Biuletynie Cerkiewnym), oficjalnym czasopiśmie Rosyjskiego Kościoła Prawosławnego. Jego argumenty można streścić w trzech punktach:
- jedynym dowodem na to, że Rodionow faktycznie został stracony za wiarę, jest świadectwo jego zrozpaczonej matki, która z miłości do zmarłego syna uczyniła go męczennikiem;
- Rosyjski Kościół Prawosławny nigdy nie kanonizował nikogo poległego na wojnie;
- epoka nowomęczenników zakończyła się wraz z upadkiem reżimu bolszewickiego[8].

Podkreślono jednak, że zmarłych można czcić również bez formalnej kanonizacji.
Przeciwnicy decyzji Cerkwi, w tym protojerej Aleksandr Szargunow, znany kapłan prawosławny, argumentowali, że spontaniczny wybuch kultu Rodionowa wśród wiernych wystarczy dla uznania jego historii za prawdziwą i że przy grobie Rodionowa dzieją się cuda: chorzy odzyskują zdrowie, a wrogowie dochodzą do pojednania. Wskazywał on również, że żołnierz nie zginął na wojnie, lecz w niewoli, a stwierdzenie, że czas męczenników się skończył, jest „niemal herezją”.